# Linguado-de-água-doce
O linguado-de-água-doce (Achirus lineatus ou Pleuronectes lineatus) é um peixe da família dos aquirídeos, nativo do Atlântico ocidental, vivendo nas zonas costeiras da Florida, e do norte do Golfo do México até ao norte da Argentina. 
Morfologicamente, seu corpo é bastante oval, fortemente comprimido e coberto por escamas ctenóides, eriçadas na cabeça, e cirros em ambos os lados, estando os cirros escuros evidentes no lado ocular, que é o direito. Boca subterminal dirigida para baixo, formando um arco. Sua linha lateral geralmente é arqueada acima do opérculo, continuando reta até a nadadeira caudal. Nadadeira peitoral apenas no lado ocular.
O linguado-de-água-doce destaque-se por apresentar os dois olhos num dos lados do corpo.
Os peixes da ordem Pleuronectiformes (da qual o linguado-de-água-doce faz parte) são bentônicos de ampla distribuição batimétrica e geográfica, muito estudados devido à sua elevada importância econômica, sua radiação adaptativa, seus variados hábitos alimentares e o ciclo de vida. Apresentam forte associação com o tipo de sedimento do substrato em que habitam, sendo encontrados em fundos arenosos, vasosos, substratos com grandes quantidades de carbonatos, em bancos de areia, mas raramente sobre fundo de pedras. Tem papel relevante na trama trófica marinha, uma vez que funcionam como elo de ligação entre o sistema bêntico, demersal e pelágico